# Tierras altas (programa de televisión)
Tierras Altas es un programa de televisión que desde la temporada 2001-2002 se ha emitido en la televisión autonómica andaluza, Canal Sur, y cuya temática principal es la divulgación de la montaña en sus diferentes aspectos, deportivos, medioambientales, etnográficos, culturales y científicos. 
Desde sus primeras emisiones se ha producido en el Centro territorial de Granada de la RTVA y ha centrado gran parte de sus contenidos en la actividad de Sierra Nevada tanto los relacionados con la estación de esquí como los propios del parque natural y Nacional. 
El programa ha contado históricamente con diferentes secciones relacionadas con la sierra andaluza, servicios de información meteorológica, actividades deportivas, turismo rural, senderismo, pueblos de montaña, medio ambiente y divulgación científica.
Premios
- 2010 Premico Collado Sur de la Federación Andaluza de Montaña por su divulgación sobre el mundo de la montaña.

- 2007 Premio Nacional de Periodismo Pedro Antonio de Alarcón, convocado por el Ayuntamiento de Guadix.

- 2004 Premio Defensor de Granada al mejor trabajo periodístico del año en la modalidad de televisión, concedido por la Asociación de la Prensa de Granada.